# Energieffektivt byggande
Energieffektivt byggande är en strävan efter att bygga på sådant sätt att energiåtgången under produktion, uppförande, brukande samt återvinning av ett byggnadsverk uppfyller ställda krav och ambitioner på effektivitet.

## Vikten av att definiera systemgränser
För att kunna diskutera begreppet energieffektivt byggande är det av stor vikt att man definierar systemgränserna. Det vill säga att man kommer överens om vilka delar i en byggnads livscykel som man ska ta hänsyn till.
I idealfallet ställs krav på energiåtgången i alla delar i livscykeln (produktion, uppförande, brukande samt återvinning), men det är oftast inte realistiskt och praktiskt genomförbart att göra det. Därför finns det behov av att specificera sina gränser. Dessa bör dock inte sättas alltför snäva och att bara titta på energiåtgången under exempelvis tiden byggnaden brukas är ingen bra idé.
Ett exempel på hur fel en alltför snäv systemgräns kan te sig är jämförelsen mellan tjockleken på isolermaterials inverkan på energiåtgång i produktions- samt bruksfasen. Energiåtgången att producera isolering är närmast linjär, det vill säga det krävs dubbelt så mycket energi att göra 200 mm tjock isolering som det krävs att göra 100 mm tjock, medan nyttan av ökad isoleringstjocklek avtar exponentiellt med tjockleken. Att bara titta på brukarstadiet och visa på att man bör ha mer isolering som för just det stadiet kan innebära en god energieffektivisering, kan i realiteten innebära en ökad energiåtgång om fler stadier beaktas. Resonemanget går att tillämpa på i princip alla material och tekniska lösningar och visar på vikten av att definiera sina systemgränser väl samt vara medveten om vad valet innebär.

## Verktyg som syftar till energieffektivt byggande
Det finns ett flertal standarder som syftar till att hjälpa den som vill bygga energieffektivt att göra olika val och på så sätt förenkla komplexiteten kring olika val och deras inverkan på varandra i en byggnad. Standarderna skiljer sig åt vad gäller bedömda kategorier (energi, innemiljö, kemiska ämnen, naturresurser, hälsa, vatten etc), antalet aspekter inom respektive kategori, deras koppling till nationella byggnormer samt vilka systemgränser som ställs upp. I en artikel i Bygg & teknik beskrivs några av dessa system mer i detalj. Därför är det värt att poängtera att ingen standard är heltäckande eftersom de alltid innebär vissa förenklingar, antaganden och/eller värderingar. Således är det viktigt att undersöka dessa standarder mer noggrant innan man eventuellt väljer att följa någon av dem eftersom man annars riskerar att inte kunna uppfylla de intentioner man kanske haft med sin byggnad.
- Passivhus
- Minergie (används främst i Schweiz)
- Trippel Zero
- BREEAM
- LEED
- GreenBuilding
- Miljöklassad byggnad
- Miljörosen
- Energirosen